# Atherolepis venosa
Atherolepis venosa là một loài thực vật có hoa trong họ La bố ma. Loài này được Collett & Hamsl. mô tả khoa học đầu tiên năm 1890.